# Министерство пищевой промышленности СССР
Министе́рство пищево́й промы́шленности СССР (Минпищепром СССР, МПП СССР) — союзно-республиканское министерство, осуществлявшее руководство пищевой промышленностью Советского Союза.

## История
Минпищепром СССР существовал в течение двух периодов советской истории.

### 1946—1953 годы
15 марта 1946 года Народный комиссариат пищевой промышленности СССР был преобразован в Министерство. Республиканские наркоматы пищепрома подверглись одновременному преобразованию в республиканские министерства.
Министерство было ликвидировано в марте 1953 года, когда путём слияния его с Министерствами лёгкой, рыбной, мясной и молочной промышленности было создано одно Министерство лёгкой и пищевой промышленности СССР.

### 1965—1985 годы
Министерство было вновь воссоздано при ликвидации совнархозов в 1965 году.
Оно просуществовало до 1985 года, когда было упразднено в связи с созданием Государственного агропромышленного комитета СССР (Госагропрома СССР) на базе 6 ликвидированных союзно-республиканских министерств и ведомств — Минсельхоза, Минплодовощхоза, Минпищепрома, Минмясомолпрома, Минсельстроя и Госкомсельхозтехники СССР.

## Министры пищевой промышленности СССР
- Зотов, Василий Петрович (1946—1949)
- Павлов, Дмитрий Васильевич (1949—1951)
- Сиволап, Иван Кузьмич (1951—1953)
- Зотов, Василий Петрович (1965—1970)
- Леин, Вольдемар Петрович (1970—1985)